# 米亞爾群島
67°40′S 45°43′E / 67.667°S 45.717°E
米亞爾群島是南極洲的群島，位於恩德比地，處於塔拉山以西，該群島在1956年由澳大利亞的探險隊拍攝空中照片並繪入地圖。